# Rubidiumiodid
Rubidiumiodid ist das Rubidiumsalz der Iodwasserstoffsäure HI.

## Darstellung
Rubidiumiodid kann durch Salzbildungsreaktion mit Iodwasserstoffsäure aus Rubidiumhydroxid hergestellt werden:
{\displaystyle \mathrm {\ RbOH+HI\ \rightarrow \ \ RbI+H_{2}O} }
Auch die Synthese aus den Elementen ist möglich – metallisches Rubidium verbrennt mit elementarem Jod in einer heftigen Reaktion zu Rubidiumiodid.
{\displaystyle \mathrm {2\ Rb(s)+I_{2}\ \rightarrow \ 2\ RbI} }

## Eigenschaften
Rubidiumiodid bildet farblose Kristalle und ist gut wasserlöslich. Es weist eine rotviolette Flammenfärbung auf. Der Brechungsindex der Kristalle beträgt nD = 1,6474.
In verschiedenen organischen Lösungsmitteln ist Rubidiumiodid nur schlecht löslich:
| Löslichkeit von RbI in organischen Lösungsmitteln (angegeben in g RbI in 100 cm3 gesättigter Lösung) |       |       |
| Lösungsmittel                                                                                        | 0 °C  | 25 °C |
| Acetonitril                                                                                          | 1,478 | 1,350 |
| Propionitril                                                                                         | 0,274 | 0,305 |
| Nitromethan                                                                                          | 0,567 | 0,518 |
| Aceton                                                                                               | 0,960 | 0,674 |
| Furfural                                                                                             |       | 4,930 |

Die Standardbildungsenthalpie von Rubidiumiodid beträgt ΔfH0298 = −328,7 kJ·mol−1, die Freie Standardbildungsenthalpie ΔG0298 = −325,7 kJ·mol−1, und die molare Standardentropie S0298 = 118,11 J·K−1
·mol−1.

## Verwendung
Rubidiumiodid findet Verwendung als Bestandteil von Augentropfen, in denen es unter den Bezeichnungen Rubjovit®  (enthält 8 mg/ml RbI) in Rumänien verkauft wird. Ein weiteres Produkt ist Polijodurato®. Es gibt jedoch Untersuchungen, die dem Rubidiumiodid allergieauslösende und entzündungsverursachende Nebenwirkungen nachweisen. Homöopathische Produkte, die Rubidiumiodid enthalten, sind unter dem Namen 'Rubidium iodatum' erhältlich. In der Vergangenheit, gegen Ende des 19. Jahrhunderts, wurde es zur Behandlung der Syphilis verwendet.
Es fand vereinzelte Anwendung in der organischen Synthese, zum Beispiel zur gezielten Verseifung eines mehrfach methylierten Phosphats.